# Le Born (Haute-Garonne)
Le Born (okzitanisch Lo Bòrn) ist eine französische Gemeinde im Département Haute-Garonne in der Region Okzitanien (zuvor Midi-Pyrénées). Sie gehört zum Arrondissement Toulouse und zum Kanton Villemur-sur-Tarn. Die 658 Einwohner (Stand: 1. Januar 2022) werden Bornains genannt.

## Geographie
Le Born ist die nördlichste Gemeinde des Départements Haute-Garonne. Sie liegt etwa 25 Kilometer nordnordöstlich von Toulouse. Der Fluss Tescou begrenzt die Gemeinde im Norden. Umgeben wird Le Born von den Nachbargemeinden Verlhac-Tescou im Norden und Nordwesten, Beauvais-sur-Tescou im Osten, Montvalen im Südosten sowie Villemur-sur-Tarn im Süden und Südwesten.

## Bevölkerungsentwicklung
| Jahr                      | 1962 | 1968 | 1975 | 1982 | 1990 | 1999 | 2006 | 2013 |
| Einwohner                 | 223  | 186  | 194  | 266  | 303  | 261  | 328  | 484  |
| Quelle: Cassini und INSEE |      |      |      |      |      |      |      |      |

## Sehenswürdigkeiten

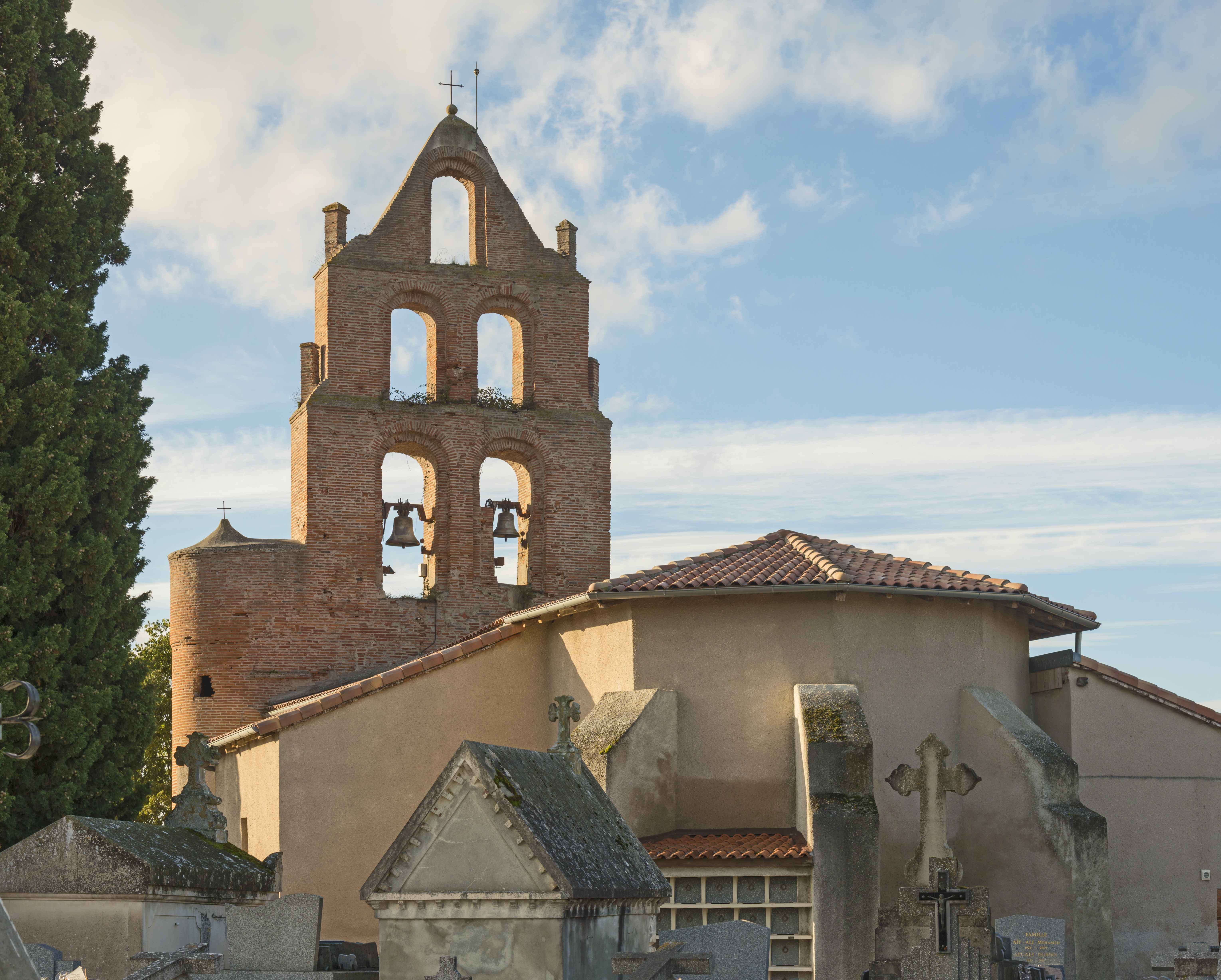
Kirche Sainte-Foy

- Kirche Sainte-Foy